# Syndrome du vrai croyant
 (novembre 2022).
Si vous disposez d'ouvrages ou d'articles de référence ou si vous connaissez des sites web de qualité traitant du thème abordé ici, merci de compléter l'article en donnant les références utiles à sa vérifiabilité et en les liant à la section « Notes et références ».
 (4 novembre 2022).
Le syndrome du vrai croyant (en anglais : true-believer syndrome) est une expression utilisée dans le cadre du mouvement sceptique contemporain pour décrire une croyance irrationnelle dans des phénomènes paranormaux au sens large, comme la croyance inconditionnelle en l'hypothèse extraterrestre pour expliquer le phénomène OVNI ou encore en l'existence des animaux légendaires de la cryptozoologie.

## Principales caractéristiques
Selon Robert Todd Caroll, le vrai croyant n'accepte ni arguments ni faits contredisant sa foi. Il serait donc sujet à une forme extrême de dissonance cognitive. La dissonance cognitive est un concept élaboré par Leon Festinger dans les années 1950 lors de son étude d'une secte soucoupiste dont les membres croyaient que la fin du monde était proche et que les extraterrestres viendraient les chercher bientôt. Cette étude est relatée dans l'ouvrage L'Échec d'une prophétie.
Par exemple, de nombreuses personnes[évasif] persistent à croire aux pouvoirs paranormaux d'Uri Geller alors que sa mystification (le fait qu'il utilise des tours de prestidigitation pour simuler la psychokinèse) a été démontrée à plusieurs reprises
Bien entendu, cela ne veut pas dire que toutes les personnes ayant un intérêt pour le paranormal, le phénomène ovni ou la cryptozoologie relèvent du syndrome du vrai croyant : seul un certain pourcentage de ceux-ci (encore à déterminer)[évasif] a une approche irrationnelle, dans le sens qu'ils sont imperméables à la présentation de contre-arguments et d'hypothèses alternatives. Par exemple, en ufologie (domaine pour lequel on parle d'« ufo-believer », ou de « croyant dans l'hypothèse extraterrestre »), on peut mentionner ce que les sceptiques surnomment la « lunatic fringe » et qui comprend les personnes ayant les croyances les plus irrationnelles dans ce domaine[réf. nécessaire].

## Liens avec d'autres notions
Les sceptiques suggèrent parfois que parmi ceux qu'ils considèrent comme de vrais croyants, il y aurait en moyenne un pourcentage plus important[évasif] de personnalités enclines à l'imagination que dans la population générale.
En psychologie de la religion, un trait de personnalité souvent évoqué[Où ?] est la clôture cognitive, c'est-à-dire le besoin pour un individu de trouver des réponses à ses questions, d'avoir une conception stable de la réalité, et le fait qu'à l'opposé l'ambiguïté (ne pas savoir à quoi s'en tenir à propos d'un sujet) le rend anxieux. Là encore, on peut faire ici l'hypothèse[Interprétation personnelle ?] que les vrais croyants auraient une clôture cognitive importante.